# José Rubens Pirani
José Rubens Pirani (1958) es un botánico, curador, y profesor brasileño.
En 1979, obtuvo una licenciatura en Historia natural, por la Universidad de São Paulo; y, tanto la maestría en Biología Vegetal, en 1982, defendiendo la tesis: El orden Rutales en la sierra del Cipo, Minas Gerais, Brasil; y, el doctorado por la misma casa de altos estudios, en 1989, con la defensa de tesis: Revisión taxonónima de 'Picramnia' Sw. (Simaroubaceae) en el Brasil.
En 1994, realizó un posdoctorado, en el New York Botanical Garden, siendo becario del National Geographic Society.

## Algunas publicaciones
- LOEUILLE, Benoît ; NAKAJIMA, J. N. ; OLIVEIRA, D. M. T. ; Semir, João ; PIRANI, JOSÉ . 2013. Two New Species of Heterocoma (Asteraceae: Vernonieae) and a Broadened Concept of the Genus. Systematic Botany 38: 242-252
- EL OTTRA, J. H. L. ; PIRANI, J. R. ; ENDRESS, P. K. 2013. Fusion within and between whorls of floral organs in Galipeinae (Rutaceae): structural features and evolutionary implications. Ann. of Botany 111: 821-837
- RANDO, JULIANA G. ; LOEUILLE, BENOIT ; PIRANI, José Rubens. 2013. Taxonomic novelties in Chamaecrista (Leguminosae: Caesalpinioideae) from Brazil. Phytotaxa 97: 17-25
- DIAS, PEDRO ; UDULUTSCH, RENATA GIASSI ; PIRANI, José Rubens. 2013. A new species of Metrodorea (Rutaceae) from Brazil: morphology, molecular phylogenetics, and distribution. Phytotaxa 117: 35-41
- DIAS, PEDRO ; UDULUTSCH, RENATA GIASSI ; PIRANI, José Rubens. 2013. Esenbeckia cowanii (Rutaceae), Epitypification and Emendation. Novon (Saint Louis, Mo.) 22: 288-291
- PAULA-SOUZA, J. ; PIRANI, J. R. ; HOFFMANN, M. H. ; ROSER, M. 2013. Reappraisal of names and lectotype designations in the South American genus Anchietea (Violaceae). Schlechtendalia 25: 63-67
- GROUPPO, Milton ; PIRANI, José Rubens. 2013. A Revision of Hortia (Rutaceae). Systematic Bot. 37: 197-212
- LOEUILLE, B. ; LOPES, J. C. ; PIRANI, José R. 2012. Taxonomic novelties in Eremanthus (Compositae: Vernonieae) from Brazil. Kew Bull. 67: 1-9
- LOEUILLE, B. ; SEMIR, J. ; HIND, D. J. N. ; PIRANI, J. R. 2012. Three new species of Piptolepis (Compositae: Vernonieae) from Minas Gerais, Brazil. Kew Bull. 67: 11-18

### Libros
- PIRANI, J. R. 2000. Flora dos Estados de Goiás e Tocantins. Picramniaceae. Goiânia: Univ. Federal de Goiás, 22 pp.
- PIRANI, J. R. ; CORTOPASSILAURINO, M. (orgs.) 1993. Flores e Abelhas em São Paulo. São Paulo: EDUSP - Editora da Univ. de São Paulo/ FAPESP, 192 pp.

### Revisiones de ediciones
- 1990 - Periódico: Iheringia. Série Botânica
- 1994 - Periódico: Boletim de Botânica (USP)
- 1995 - Periódico: Hoehnea (São Paulo)
- 1996 - Periódico: Flora Neotropica
- 2001 - 2003, Periódico: Organisms, Diversity & Evolution
- 2003 - Periódico: Kew Bull.
- 2012 - Periódico: Brazilian J. of Botany

## Premios y reconocimientos
- 2004: Ciudadano honorífico de la Ciudad de Grão- Mogol, Minas Gerais, Prefectura Municipal.
- 1994: Premio Jabuti de Literatura, en Ciencias Naturales, por el libro "Flores e Abelhas em São Paulo"

## Membresías
- de la Sociedad Botánica del Brasil[4]
- de la International Association for Plant Taxonomy (IAPT)[1]